# Jet City Woman
Jet City Woman est une chanson du groupe Queensrÿche et le deuxième single de leur album Empire.
La chanson a été classée 6e aux États-Unis et 39e en Angleterre.

## Liste des titres
1. Jet City Woman - 5:22
2. I Dream In Infra-Red (1991 Acoustique Remix) - 4:01